# Fragile Not Broken
Fragile Not Broken is de zesde single van zangeres Natalia en werd in België uitgebracht op 29 november 2004. Het is tevens de tweede single uit haar album Back For More. De videoclip van Fragile Not Broken toont beelden van Natalia tijdens haar Back For More live-tournee.

## Hitnotering
| "Fragile Not Broken" in de Vlaamse Ultratop 50 - binnen: 04-12-2004 | "Fragile Not Broken" in de Vlaamse Ultratop 50 - binnen: 04-12-2004 | "Fragile Not Broken" in de Vlaamse Ultratop 50 - binnen: 04-12-2004 | "Fragile Not Broken" in de Vlaamse Ultratop 50 - binnen: 04-12-2004 | "Fragile Not Broken" in de Vlaamse Ultratop 50 - binnen: 04-12-2004 | "Fragile Not Broken" in de Vlaamse Ultratop 50 - binnen: 04-12-2004 | "Fragile Not Broken" in de Vlaamse Ultratop 50 - binnen: 04-12-2004 | "Fragile Not Broken" in de Vlaamse Ultratop 50 - binnen: 04-12-2004 | "Fragile Not Broken" in de Vlaamse Ultratop 50 - binnen: 04-12-2004 | "Fragile Not Broken" in de Vlaamse Ultratop 50 - binnen: 04-12-2004 | "Fragile Not Broken" in de Vlaamse Ultratop 50 - binnen: 04-12-2004 | "Fragile Not Broken" in de Vlaamse Ultratop 50 - binnen: 04-12-2004 | "Fragile Not Broken" in de Vlaamse Ultratop 50 - binnen: 04-12-2004 | "Fragile Not Broken" in de Vlaamse Ultratop 50 - binnen: 04-12-2004 |
| Week                                                                | 1                                                                   | 2                                                                   | 3                                                                   | 4                                                                   | 5                                                                   | 6                                                                   | 7                                                                   | 8                                                                   | 9                                                                   | 10                                                                  | 11                                                                  | 12                                                                  |                                                                     |
| ------------------------------------------------------------------- | ------------------------------------------------------------------- | ------------------------------------------------------------------- | ------------------------------------------------------------------- | ------------------------------------------------------------------- | ------------------------------------------------------------------- | ------------------------------------------------------------------- | ------------------------------------------------------------------- | ------------------------------------------------------------------- | ------------------------------------------------------------------- | ------------------------------------------------------------------- | ------------------------------------------------------------------- | ------------------------------------------------------------------- | ------------------------------------------------------------------- |
| Nummer                                                              | 46                                                                  | 18                                                                  | 11                                                                  | 12                                                                  | 13                                                                  | 15                                                                  | 15                                                                  | 18                                                                  | 21                                                                  | 31                                                                  | 37                                                                  | 43                                                                  | uit                                                                 |